# Browns of Chester
Browns was een warenhuis in de Britse stad Chester, opgericht in 1780 door Susannah Brown. De winkel bestond van 1791 tot 2021 en was gevestigd aan de Eastgate Street.

## Architectuur
Het warenhuis werd ooit beschouwd als de "Harrods van het Noorden". Het gebouw heeft een interieur met veel sierlijke kenmerken, zoals glazen koepeldaken en uitgebreid pleisterwerk rond kleine kroonluchters bij de hoofdingang. Een deel van het glazen dak op de tweede verdieping is verborgen omdat het is afgedekt door de constructie van de uitbreiding op de derde verdieping met het hoofdcafé en de Kalmora Spa.
Het oudste deel van het complex zijn de monumentale Crypt Chambers naar een ontwerp van TM Penson, waarin de Georgiaanse, Tudor en gotische gevels zijn opgenomen. 

## Geschiedenis
De bouw werd voltooid in 1858. Het gebouw omvat een deel van de Chester Rows. Aan de voorkant van de toren op 'row'-niveau bevindt zich een blanco gevelsteen. Aan de oostkant is een verzonken gevelsteen met de initialen WB (voor William Brown), aan de westkant zijn de initialen CB (voor Charles Brown) en aan de achterkant is een inscriptie AD 1858: Crypt Chambers. De gotische voorgevel is gebouwd op een middeleeuwse kelder uit de twaalfde eeuw. De 'kelder' huisvestte op het laatst de theesalon 'The Tea Press'.
Een andere uitbreiding van het gebouw werd in 1965 voltooid om Browns te verbinden met het nabijgelegen winkelcentrum Grosvenor. Een nieuwe uitbreiding van drie verdiepingen werd in 2002 gebouwd op het terrein waar vroeger de kantoren van de Chester Chronicle stonden.
Het warenhuis werd in 1976 overgenomen door Debenhams. Browns was de enige winkel in de groep die zijn eigen handelsnaam behield naast het standaard 'Debenhams'-merk. Debenhams werd begin 2021 geliquideerd en alle resterende winkels sloten in mei van dat jaar. Het gebouw is eigendom van British Land.